# Човекът за самия себе си
Човекът за самия себе си (на английски: Man for himself) е книга от 1947 г. на немския психоаналитик Ерих Фром. На български език претърпява две издания, първото е под заглавието „Човекът за себе си“ издадено през 1995, а второто е през 2005 г. от издателство „Захарий Стоянов“. Книгата излиза и в трето издание под името Събрани съчинения Том 1, където още са „Душевно здравото общество“ и „Отвъд веригите на илюзиите“.

## Издания на български език
- Ерих Фром, Човекът за себе си, Университетско издателство „Св. Климент Охридски“, София, 1995, ISBN 954-07-0291-7
- Ерих Фром, Човекът за самия себе си, изд. Захарий Стоянов, София, 2005, ISBN 954-739-670-6
- Ерих Фром, Събрани съчинения, Том 1, Душевно здравото общество. Човекът за самия себе си. Отвъд веригите на илюзиите, изд. Захарий Стоянов, София,